# Тінчлік (станція метро)
41°19′54″ пн. ш. 69°13′11″ сх. д. / 41.33167° пн. ш. 69.21972° сх. д.
«Тінчлік» (узб. Tinchlik — «Мир») — станція Узбекистонської лінії Ташкентського метрополітену. Розташована між станціями «Чорсу» та «Беруні».

## Історія
Відкрита 30 квітня 1991 у складі дільниці «Беруні» — «Чорсу».

## Конструкція
Колонна трипрогінна станція мілкого закладення з однією прямою острівною платформою. Має два підземні вестибюлі. При проектуванні станції застосовані збірні залізобетонні конструкції і колони.

## Колійний розвиток
Станція без колійного розвитку.

## Оздоблення
Один з вестибюлів станції вперше виконано у своєрідному об'ємно-планувальному рішенні: вестибюль виконаний в одному об'ємі з підземним переходом, відділений від нього лише вітражем. Над оформленням станції працювали художники Р. Мухамаджонов і А. Каюмов. Колони що розширюються у верхній частині прикрашені Нуратинським мармуром. Верх кожної колони підсвічено світильниками. У центрі платформового залу підвішені кришталеві люстри в латунній обробці (художник А. Фліт).

## Пересадки
- Автобуси: 11, 28, 29, 64, 65, 76, 92, 147, 188